# 好樣科技
好樣科技有限公司（Hobot Technology Inc），簡稱好樣科技，是開發家用清潔機器人的科技公司，公司英文名稱與品牌名稱為HOBOT，為全球擦窗機器人供應商之一。

## 公司沿革
好樣科技創立於2010年，創辦人為趙志謀。產品的研發與製造皆在台灣進行，主要產品線為擦窗機器人與掃拖地機器人。 最初以擦窗機器人為主要產品，於2018年推出掃拖地機器人，其後陸續推出新款式。

## 產品
好樣科技在2010年針對圓形單面擦窗機器人的行走方式申請發明專利並應用於產品中。

## 軼事
坊間在2019年曾出現標榜販售好樣科技的方形款擦窗機之一頁式詐騙。